# Márkus László (rendező)
Márkus László (Szentes, 1881. november 19. – Budapest, 1948. április 25.) magyar drámaíró, kritikus, színházi és filmrendező, díszlet- és jelmeztervező, színházigazgató, főiskolai tanár, a Magyar Állami Operaház örökös tagja.
Nagy munkabírású, 20. századi reneszánsz ember volt. A századelőn kibontakozó új magyar színművészetnek olyan korszakos alakja, aki európai színvonalon fogalmazta meg elképzeléseit az irodalomra, képszerűségre és zeneiségre alapozott színi ideálról. Művészi tevékenységét a mértéktartó ízlés, az új stílusú drámarendezés, a cselekmény és zene szerves egysége jellemezte.

## Élete

### Korai évek

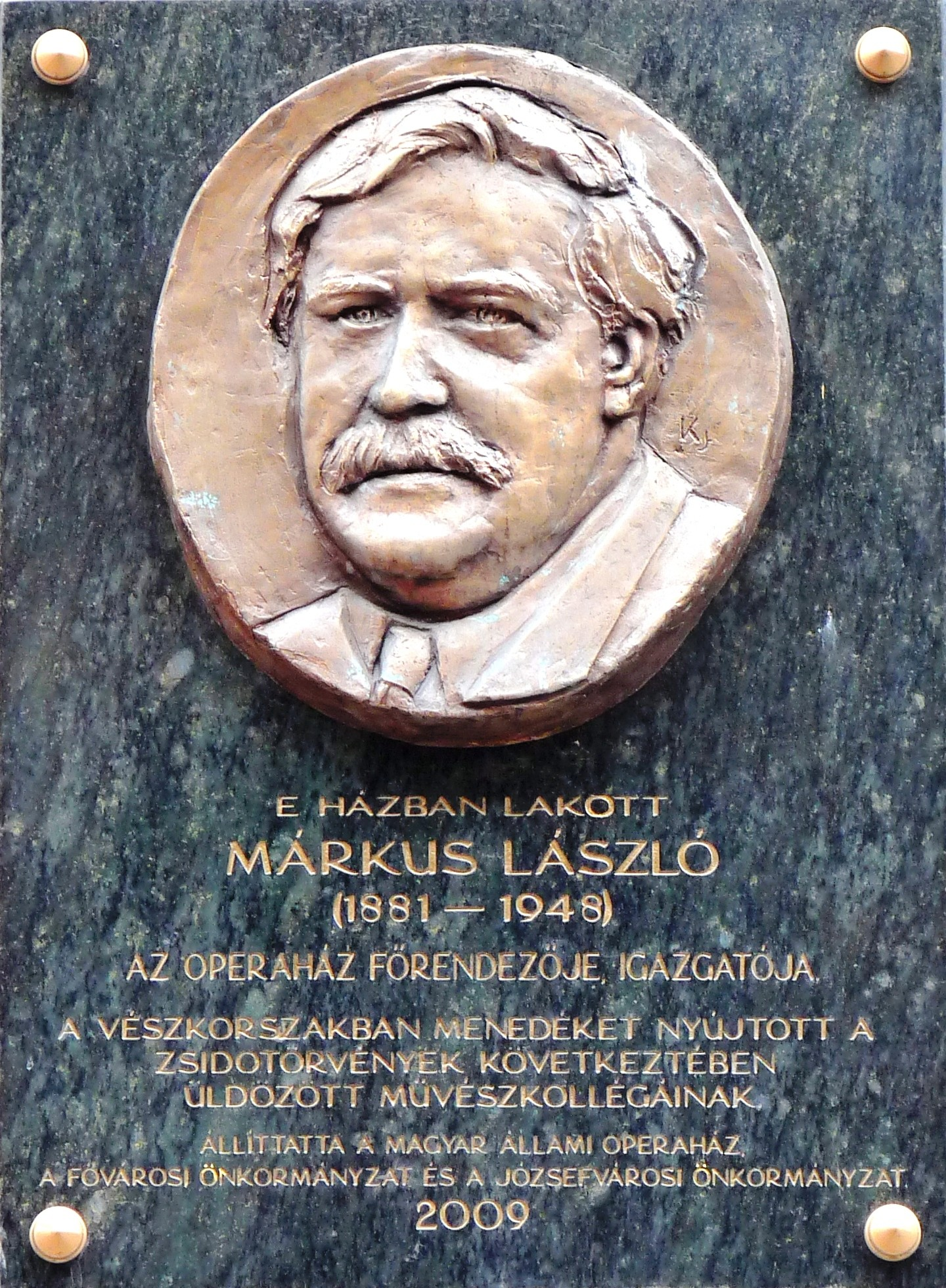
Márkus László emléktáblája egy
Somogyi Béla utcai ház falán

Gömör vármegyei nemesi, értelmiségi családból származott. Apja, ifj. Márkus Ágoston vasútépítő- és vízszabályozó mérnök volt, tagja a máramarosszigeti műkedvelő színtársulatnak. Anyja, Dobay Erzsébet szintén szerepelt a társulatban, s tehetségesen zongorázott, Liszt Ferenc elismerően szólt róla.
Szülei 1880. október 31-én kötöttek házasságot. A család előbb Tokajban, majd Szentesen, 1885-től pedig Budapesten a Wesselényi utca 65. szám alatt élt. István öccse is Szentesen született 1883-ban. Édesanyja fiatalon hunyt el, 28 évet ért meg. Ekkor mindössze hétéves volt, testvérével együtt visszakerült Máramarosszigetre anyai nagyanyjához. A helyi líceumot végezte, ahol nagybátyja, Dobay Sándor volt az igazgató, valamint a mennyiségtan és a német nyelv tanára. Dobay író, költő, esztéta, társadalmi és tanügyi cikkek írója is volt, s vezette a Szilágyi István pedagógusról elnevezett irodalmi kört, ami felolvasóestekkel, országosan ismert író- és költővendégekkel a városi értelmiség egyik központjának számított.
A város szellemi élete ösztönzően hatott rá, tanulmányai során sokoldalú tehetséget mutatott. Tanárairól kitűnő karikatúrákat készített, jól zongorázott, s ellátta az önképzőköri titkár és az ifjúsági elnök feladatait is. Máramarosszigeten ismerkedett meg a színjátszással. 1887-től a nyári színkörben olyan művészek léptek fel, mint Halmy Margit, Ódry Árpád, Pethes Imre, Prielle Kornélia, Rózsahegyi Kálmán és Tanay Frigyes.
Kitűnő eredménnyel érettségizett. Tanulmányait Budapesten, az orvosi karon folytatta, azonban két szemeszter után átiratkozott a jogi karra. Itt már csak egy szemesztert végzett, mert érdeklődése végképp a színház és képzőművészet felé fordult.

### Pályája első évtizedei (1900–1922)
Első színikritikái és képzőművészeti írásai 1900-ban jelentek meg az Alkotmány című konzervatív katolikus napilapnál. 1902-től a Kiss József szerkesztette A Hét-ben, a Lyka Károly szerkesztette Művészetben, továbbá 1906-tól az újjáalakult, Szemere György által vitt Magyar Szemlében publikált. Közben belépett a Thália Társaságba, amelynek munkájában fordításokkal vett részt. 1907-ben Párizsba utazott pszichológiát és filozófiát hallgatni. Csak néhány hónapig maradt, de a Café Cluny művészasztalánál hozzácsapódott Ady Endre, Bölöni György, Sztrakoniczky Károly, Vadász Miklós, Vágó Dezső és Zádor István társaságához.
Hazatértekor Beöthy László a Magyar Színházhoz szerződtette rendezőnek és szcenikai főfelügyelőnek. Emellett a Király Színháznak is tervezett. Színpadi szerzőként 1911-ben jelentkezett Attila című hun legendájával, amelyet Hevesi Sándor vitt színpadra a Nemzeti Színházban. 1916-ban jelent meg Magyar gondok című kötete, ami az Új Nemzedék című lapban korábban közölt válogatott írásait gyűjtötte egybe.
1917 és 1922 között másfél tucat némafilm elkészítésében működött közre rendezőként, forgatókönyvíróként vagy díszlettervezőként. 1919. április 28-án elvállalta a Tanácsköztársaság filmgyártásának és filmszínház-hálózatának művészeti vezetését. A kommün bukása után kissé háttérbe szorult, az Apolló Kabaré művészeti vezetését volt kénytelen elvállalni. 1922-ig dolgozott itt, majd ezt követően 1926-ig a Renaissance Színház díszlet- és jelmeztervezője volt. Közben a Magyar Színháznak és a Belvárosi Színháznak ugyancsak készített díszlet- és jelmezterveket.

### Az Operaházi évek (1923–1944)
Legjelentősebb alkotói korszaka az Operaházhoz kapcsolódott. 1923-ban nevezték ki főrendezővé, tisztségét 1935-ig töltötte be. Ekkor a dalszínház igazgatója lett, egészen az 1944-ben történt lemondásáig. Mindeközben 1924 folyamán néhány hónapon át az operatársulat művészeti igazgatója, 1932-1933-ban a Nemzeti Színház igazgatója, 1934-1936 között pedig az Új Thália nevű alternatív színházi csoportosulás elnöke is volt. Művészeti és szakmai koncepcióival mindhárom helyen reformok sorát indította el.
A második világháború éveiben az Operaházban és saját lakásában üldözötteket bújtatott, többek között Székely Mihály operaénekes feleségét. Az Opera évkönyve szerint az 1943-44-es évben 21 zsidó származású tagja volt az intézménynek. Budapest ostromakor egészségi állapota megromlott, gyomorfekélytől szenvedett. A német megszálláskor tiltakozásképpen lemondott igazgatói tisztségéről, a Zeneművészeti Főiskolán pedig beszüntette oktatói tevékenységét.

### A világháború után (1945–1948)
A háborút követően lehetőségei ismét beszűkültek, csak nehezen sikerült kibontakoznia. Az 1945/46-os tanévben rendezőszakos hallgatókat oktatott az Országos Magyar Színművészeti Akadémián (ma: Színművészeti Egyetem). 1946 februárjától publikált újra, színi- és rádiókritikái a Színház című lapban jelentek meg. Később a Haladásba szintén írt. 1947-ben Major Tamás rendezőnek hívta a Nemzeti Színházba, ahol 1948-ban, a darab centenáriumi évében megrendezte a Bánk Bánt. A bemutató március 14-én volt. Halála április 25-én, szívelégtelenség miatt következett be Rökk Szilárd utcai otthonában.

## Munkássága

### Publicisztika, fordítás
Fülep Lajos szerint Lyka Károly és Yartin (Nyitray József) mellett a legkiválóbb magyar kritikus volt, aki temperamentumával, nagy fajsúlyával és harcoló szellemével kiemelkedett kortársai közül. Az elsők között üdvözölte a Magyar Impresszionisták és Naturalisták Köre (MIÉNK) nevű művészegyesületet, a Nagybányai Festők Társaságát és Gulácsy Lajost művészetét.
Színikritikusi pályáján Hevesi Sándor indította el, mesterénél azonban tüzetesebb és eltökéltebb volt. Kritizálta a 19. századból örökölt, szentenciákra épülő oktatási módszereket, és a puszta hangoskodásban kimerülő színpadi beszédet. Ez indította el, hogy tagja legyen a magyar színjátszás megújításáért tenni akaró Thália Társaságnak, ahol Benedek Marcell, Bánóczi László, Küthy György, Moly Tamás és Hevesi Sándor voltak a munkatársai. A Társaságnak két fordítást készített. Friedrich Hebbel Mária Magdolna és Gabriele D’Annunzio A holt város című művét ültette át magyarra. Az utóbbi mű színpadra állításakor a díszlet kivitelezésében ugyancsak közreműködött.
Számos író, festő és építész – Kosztolányi Dezső, Karinthy Frigyes, Cholnoky Viktor, Kárpáti Aurél, Fülep Lajos, Gulácsy Lajos, Márffy Ödön, Jánszky Béla, Kós Károly és Zrumeczky Dezső – mellett fontos szerepet vitt a Baross Kávéház Balszélfogó asztaltársaságának szellemi életében.
Párizsból hazatérve célul tűzte a magyar művészet jobbítását. Írásaival a modernség és a hazai befogadók közötti szakadékot kívánta áthidalni. Szarkazmussal figyelte ugyanakkor a Párizst megjárt ifjúságot, amelyik kritikátlanul, nem ritkán önsajnálatba esve beszélt mindenről, ami nyugati, és lekicsinylően arról, ami magyar. Sajátos világlátásra jellemző, hogy több konzervatív, keresztény-nemzeti eszméket hirdető lapnak lett az alapítója, illetve a munkatársa. 1917-ben például a Déli Hírlapnak, 1922-ben a Pesti Hírlapnak, 1930-ban a Nemzeti Újságnak. Amikor 1929-ben Móricz Zsigmond és Babits Mihály vette át Ignotustól a Nyugat szerkesztését, ezt írta: „…a »Nyugat« sugározta egy ideig azokat a hatásokat, amelyek a publikum egy rétegében a nemzetköziség sznobizmusát, a »Művelt Nyugat« balkánias imádatát és ezzel együtt minden magyarság fölényes lekicsinylését termelték ki. […] Feldolgozni a nyugatot a magyarságban: ez volt a művészi program, elszakadni a magyarságtól és minden nemzetek fölébe kerekedett forradalmárrá lenni – ez volt a dilettáns program…”

### Színház, opera, balett
A modern színpadképet képzőművészeti alkotásnak fogta fel, ennek megfelelően hangsúlyosabbá akarta tenni az előadás vizuális világát. Leginkább szecessziós és impresszionista színpadképei voltak, de expresszionista (Renaissance Színház) és költői-szimbolista (Operaház) stílusban is dolgozott.
1932-ben elvállalta a gazdasági, művészi és morális válságba került Nemzeti Színház igazgatását. Átalakította a korszerűetlen bérletrendszert, a Hóman Bálint miniszterhez írt levelében pedig kifejtette a nemzeti drámával és a politikai elvárásokkal kapcsolatos nézeteit: „Hitem szerint a hagyomány nem valamely mozdulatlanná dermedt forma, viszont az újszerűség nem okvetlen érték. A nemes és tevékeny hagyomány éppen abban ismerhető fel, hogy alkalmas irányítást ad az új dolgok értékeléséhez.” Programjához nem kapott megfelelő anyagi támogatást. Lemondott és visszatért az Operába, illetve Bánóczi László ügyvezetővel elvállalta az Új Thália vezetését. Itt Básti Lajos, Doktor János, Egri István, Egyed Lenke, Faragó Sári, Kétly Gyula, Sennyei Vera kaptak szerepeket. Az 1934-ben megjelent A színház etikája című írásában lefektetett elv szerint a színháznak önzetlen szolgálatnak kell lennie, nem pediglen önzésen alapuló sztárrendszernek.
Kodály Zoltán zenéjének egyik felfedezője volt. 1926-ban színpadra vitte a Háry János című művét, ami huszonhat éven át műsoron maradt. A Székely fonó színpadra állítása szintén az ő érdeme volt.
Fontos feladatának tekintette Bartók Béla műveinek elfogadtatását a pesti közönséggel. 1938-ban átütő sikerrel adatta elő az akkor már húsz éve nem játszott A kékszakállú herceg várát, 1935-ben és 1939-ben pedig A fából faragott királyfit.
Az első modern Wagner-rendezőnk volt, illetve olyan rendező, aki valódi színészi munkát követel az énekesektől. Elveit a Parsifal színrevitelekor fogalmazta meg. E szerint a zene ritmikáját, harmóniáit és színeit különféle mozgásokba, gesztusokba, hangulatképekbe, képzőművészeti elemekbe és színészi alakításokba szükséges transzponálni, a rendezés központi kérdése pedig a zene és a dráma konfliktusának a kiegyenlítése. Később megrendezte a teljes Ring-ciklust (A Nibelung gyűrűje), a Tannhäusert, valamint a Trisztán és Izoldát. Operaházi teljesítményét – amelyet korán elhunyt elődje, Radnai Miklós munkájára alapozott – jól jelzi, hogy a társulatot a 30-as évek második felében Nürnbergbe, Bayreuthba, Firenzébe és Milánóba hívták vendégjátékra.
Már 1916-ban felszólalt a magyar nemzeti balett megteremtése érdekében. Ő írta a Csongor és Tünde, valamint a Magyar ábrándok balett-szövegeket. Igazgatóként támogatta a magyar zeneszerzők balettjeit.
A Bánk Bán 1948-as bemutatója után Felkai Ferenc író a magyar színházi kultúra legnagyobb művészének nevezte. Lányi Viktor Géza zeneszerző szerint „lelkének átfogó minden művészi hatalmával, magyar vérének kitartó erejével, tudásának szédítő nagyságával beleírta nevét eltörölhetetlen betűkkel a magyar kultúra aranykönyvébe.”

### Fontosabb munkái

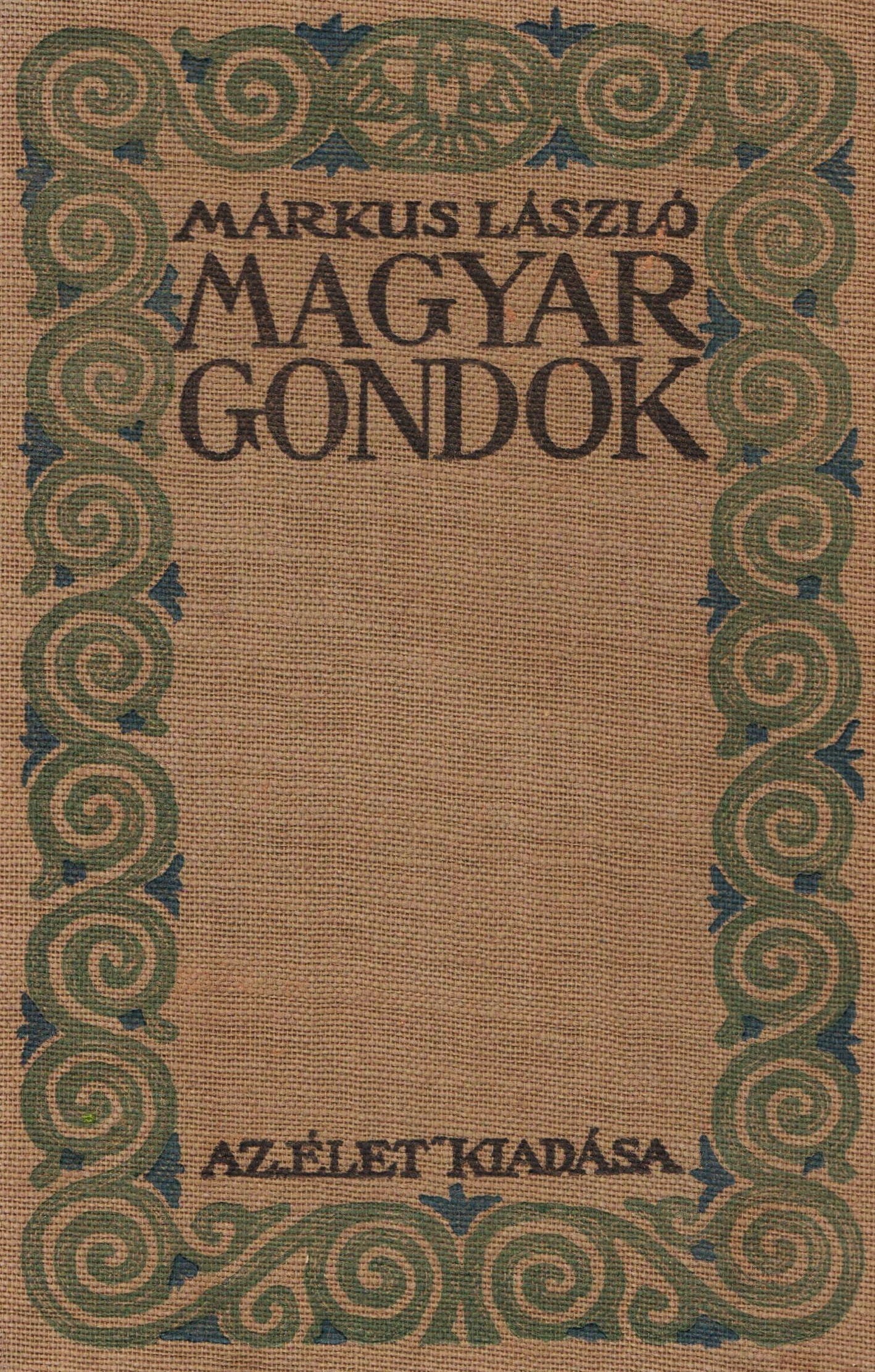

#### Rendezések, színpadképek
- Bíró Lajos: Sárga liliom (rendezés)
- Debussy: Pelléas és Mélisande (rendezés, díszlet- és jelmeztervezés)
- Goethe: Faust (rendezés, díszlettervezés)
- Földes Imre: A császár katonái (rendezés)
- Henrik Ibsen: Peer Gynt (rendezés, díszlet- és jelmeztervezés)
- Kisbán Miklós: A nagyúr (rendezés)
- Kodály Zoltán: Háry János (rendezés)
- Massenet: Thaïs (rendezés)
- Molnár Ferenc: A farkas (díszlettervezés)
- Poldini Ede: Farsangi lakodalom (rendezés, díszlet- és jelmeztervezés)
- Edmond Rostand: A sasfiók (rendezés, díszlettervezés)
- Shakespeare: Hamlet (rendezés, díszlettervezés)
- Szomory Dezső: II. Lajos király (rendezés)
- Wagner: Parsifal (rendezés, díszlet- és jelmeztervezés)
- Vörösmarty Mihály: Csongor és Tünde (rendezés)

#### Drámák
- Attila, hun legenda (1912)
- Varsótól az Adriáig (1914)
- Ágis tragédiája (1936)

#### Balettszövegek
- Csongor és Tünde (Weiner Leó zenéje, 1930)
- Árva Józsi csodája (Mohácsi Jenővel, Kósa György zenéje, 1933)
- Magyar Ábrándok (Liszt Ferenc zenéje, 1933)
- Az önző óriás (Hubay Jenő zenéje, 1936)

#### Némafilmek
- Az aranyszemű hölgy (1920)
- Masamód (1920)
- A szerelem mindent legyőz (1920)
- Az óhaza (1920)

#### Könyvek
- Magyar gondok (publicisztikai írások, 1916)
- A színház etikája (Győr, 1934)

#### Fordítások
- D’Annunzio: A Holt város (1905)
- Friedrich Hebbel: Mária Magdolna
- Ibsen: A vadkacsa
- Ibsen: Hedda Gabler

### Társaságok
- Magyar Színháztudományi és Színpadművészeti Társaság (elnök, 1936)
- Petőfi Társaság (rendes tag, 1937)
- Magyar Mickiewicz Társaság (rendes tag)[3]

## Külső hivatkozások
- Márkus László (1881-1948) 100 híres (MANDA)
- Magyar Színházművészeti Lexikon mek.oszk.hu
- Galántai Csaba: A művészi létezés arcai. Márkus László jelentősége a 20. század első felének magyar színházában és operajátszásában. PhD Disszertáció Tézisei. doktori.btk.elte.hu
- Galántai Csaba: Márkus László. A művészi létezés mestere; MMA, Bp., 2018